# Arnaldur Indriðason
Arnaldur Indriðason, född 28 januari 1961 i Reykjavik, är en isländsk författare och journalist. Arnaldur är en av Islands populäraste författare. Hans far, Indriði G. Þorsteinsson, var också författare.

## Biografi

### Bakgrund
Arnaldur läste historia vid Islands universitet och tog kandidatexamen 1996. Han läste också kurser i isländsk film. Från 1981 har han medverkat i Islands största dagstidning Morgunblaðið, sedan 1982 som frilans, mestadels som filmkritiker.

### Författarskapet
Hans första bok, Synir Duftsins, kom ut 1997 och handlade om polisdetektiven Erlendur Sveinsson. Erlendur har ett trassligt privatliv och är frånskild sedan länge. Hans dotter Eva Lind har drogproblem, och hans son Sindri Snær har alkoholproblem och syns sällan till. Arnaldur har i en intervju sagt att hans huvudperson måste vara olycklig, då "En lycklig person är ointressant". Han har berättat att han tagit intryck av Alfred Hitchcock och Sjöwall Wahlöö, men förankrar ändå berättelsen stadigt i den isländska traditionen.
Arnaldur är väl insatt i de gamla isländska sagorna, för i hans berättelser finns samma drastiska kortfattade humor på lur mitt i allt elände, och karaktärerna är alla beskrivna med en djup människokännedom. Det kan tyckas vara svårt att få till vettiga kriminalintriger i ett så begränsat samhälle som Reykjavik, men våldet är oftast en bisak, medan författaren noga analyserar händelsekedjor decennier tillbaka, som lett fram till dagens händelser utan att någon skulle ha planerat det, alltid dessutom med stor insikt i både det mänskliga psyket och närhistorien.
Hans fjärde deckare Mýrin (2000), på svenska Glasbruket (2003), blev hans genombrott, och han kunde börja ägna sig åt författandet på heltid. Den belönades 2002 med Glasnyckeln för Nordens bästa kriminalroman. 2003 fick han som första författare priset för andra gången, då för Kvinna i grönt. Den blev också belönade med det brittiska priset The Golden Dagger 2005. Han har sedan fått ett flertal franska utmärkelser och varit nominerad till amerikanska och nederländska priser.